# Lorenzo Veneziano
Lorenzo Veneziano (eigentlich Lorenzo di Niccolò; auch Laurencius pinctor, Laurentius pictor sanctorum; nachgewiesen in Venedig von 1353 bis 1379) war ein bedeutender italienischer Maler der venezianischen Schule.

## Leben
Lorenzo gehörte zu einer auf Heiligenbilder spezialisierten venezianischen Malerfamilie (pittori di santi), deren Werkstatt an der Grenze der Gemeinden von San Lio und Santa Marina nahe der Paradiso-Brücke lag.
Sein Vater hieß Nicolò (Nicolaus pinctor), der Name seiner Mutter ist bisher nicht bekannt. Zum ersten Mal wird Lorenzo zusammen mit Nicolò in einem Dokument vom 4. März 1353 erwähnt. Lorenzos Halbbruder Pietro, aus der ersten Ehe seines Vaters, war der Vater des Malers Nicolò di Pietro. 1374 war Lorenzo verheiratet mit einer Elena, deren Schwester Margherita die dritte (?) Frau seines Vaters war.
Er gehörte zur Bruderschaft der Scuola di San Cristoforo dei Mercanti.
Lorenzo Veneziano ist wahrscheinlich nicht identisch mit einem (oder zwei ?) ebenfalls als „Laurentius pictor“ bezeichneten Maler(n), der (die) laut Dokumenten von 1371 und 1377 mit einer Agnese di San Luca oder Agnesina di San Basso verheiratet war(en).
Es kann angenommen werden, dass er die Anfangsgründe der Malerei von seinem Vater erlernte, genaueres über seine Ausbildung ist jedoch nicht bekannt. Oft wird angenommen, dass er Schüler von Paolo Veneziano war. Manche Autoren haben auch eine Lehrzeit in Verona oder Padua vermutet. Lorenzo wirkte sehr oft für Orte auf dem italienischen Festland.

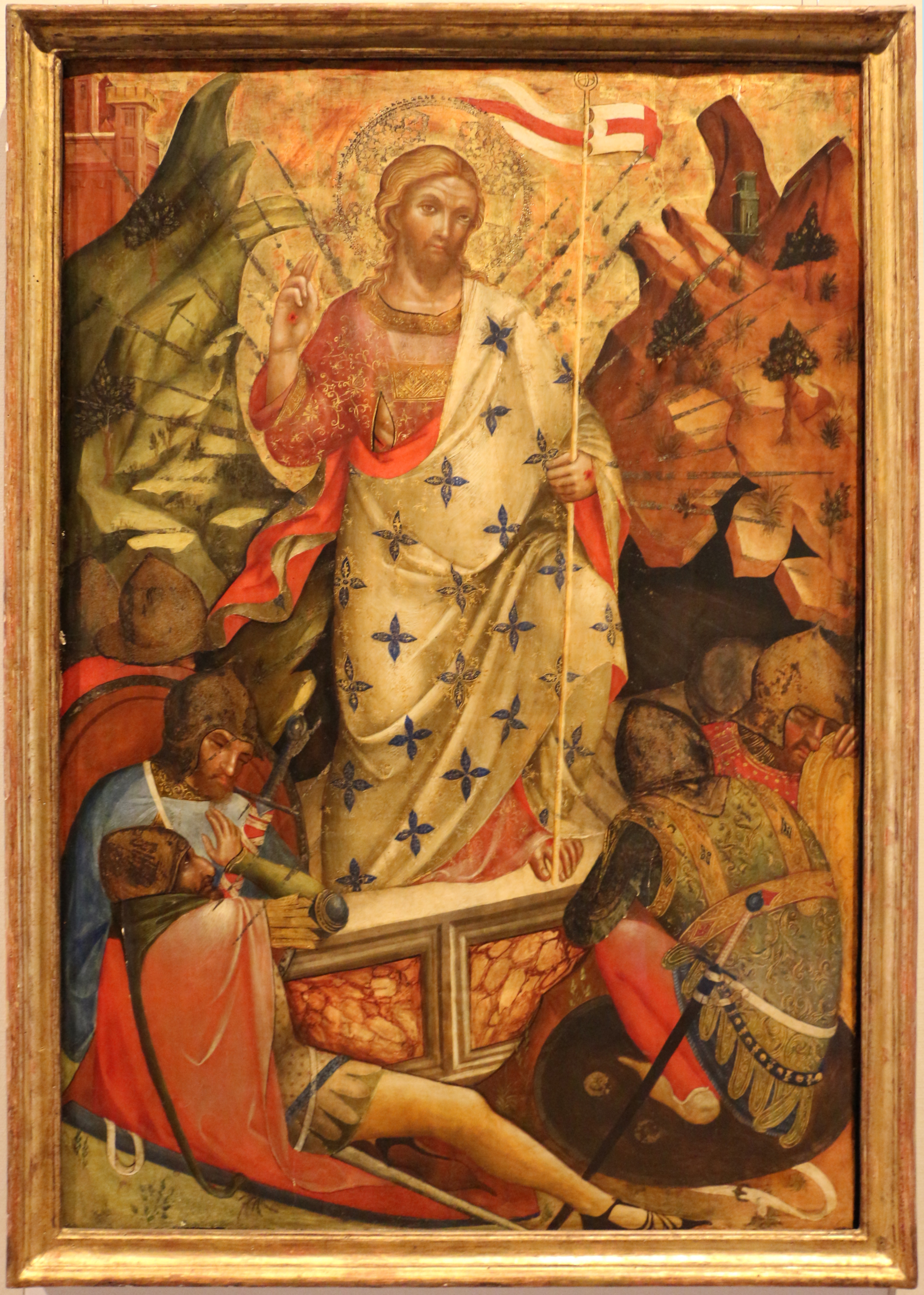
Auferstehung Christi aus dem Triptychon der Seidenhändler, 1371, Castello Sforzesco, Mailand

1356 bestellte Scipione Maffei aus Verona bei Lorenzo ein Tafelbild, über dessen Verbleib nichts bekannt ist. Sein erstes signiertes und datiertes Werk ist das zwischen 1357 und 1359 entstandene Polyptychon Lion für den Hochaltar der nicht mehr existierenden Kirche Sant’Antonio Abate in Castello (heute: Accademia, Venedig). Eine Mystische Hochzeit der hl. Katharina (Accademia, Venedig) ist nach venezianischer Zeitrechnung (more veneto) mit 1359 datiert (d. h. eigentlich von 1360).
1366 schuf er das sogenannte Proti-Polyptychon mit dem Tod Mariä (Dormitio Virginis) für die Kathedrale von Vicenza.
Für die Augustinerkirche San Giacomo in Bologna vollendete er am 4. Juli 1368 ein Polyptychon mit einer Marienkrönung als Hauptbild (Musée des Beaux-Arts, Tours); dieser Altar wurde später zerlegt und ist heute auf verschiedene Museen verteilt (siehe unten Werkliste).
Im Jahr 1371 stellte Lorenzo zwei bedeutende Altäre fertig: das Verkündigungs-Triptychon (Accademia, Venedig) und das Triptychon der Seidenhändler (trittico per l‘Arte de la Seta) mit der Auferstehung Christi als Hauptbild, welches sich heute im Castello Sforzesco in Mailand befindet; andere Teile sind in der Accademia von Venedig. Die Madonna mit Kind im Louvre (Paris) malte er ursprünglich 1372 für die Kirche San Francesco in Rieti.
1379 wird Lorenzo in einer Auflistung von venezianischen Bürgern erwähnt, die einen Beitrag zu den Kosten des Krieges von Chioggia leisteten.
Der Zeitpunkt seines Todes ist bisher nicht bekannt.

## Würdigung
Lorenzo Veneziano war der bedeutendste Maler Venedigs in der zweiten Hälfte des Trecento. Seine Malerei geht von der noch byzantinisch beeinflussten Kunst des Paolo Veneziano aus, in die er nach und nach immer mehr gotische Einflüsse einbringt, die ihm wahrscheinlich durch den in Padua wirkenden Guariento di Arpo vermittelt wurden. Über den Letzteren kam er mit den realistischen Neuerungen Giottos in Berührung. All diese Elemente und eine große malerische Feinheit verband Lorenzo zu einem eigenen Stil von großer Eleganz und Schönheit und von typisch venezianischem Charakter.
Lorenzos Werk beeinflusste andere venezianische oder in Venedig arbeitende Künstler wie Giovanni da Bologna, Stefano Plebanus und Nicoletto Semitecolo.

## Werke (Auswahl)
Die folgende Werkliste ist annähernd chronologisch geordnet. Nur die Entstehungszeit der mit Datum versehenen Werke ist dokumentarisch gesichert.

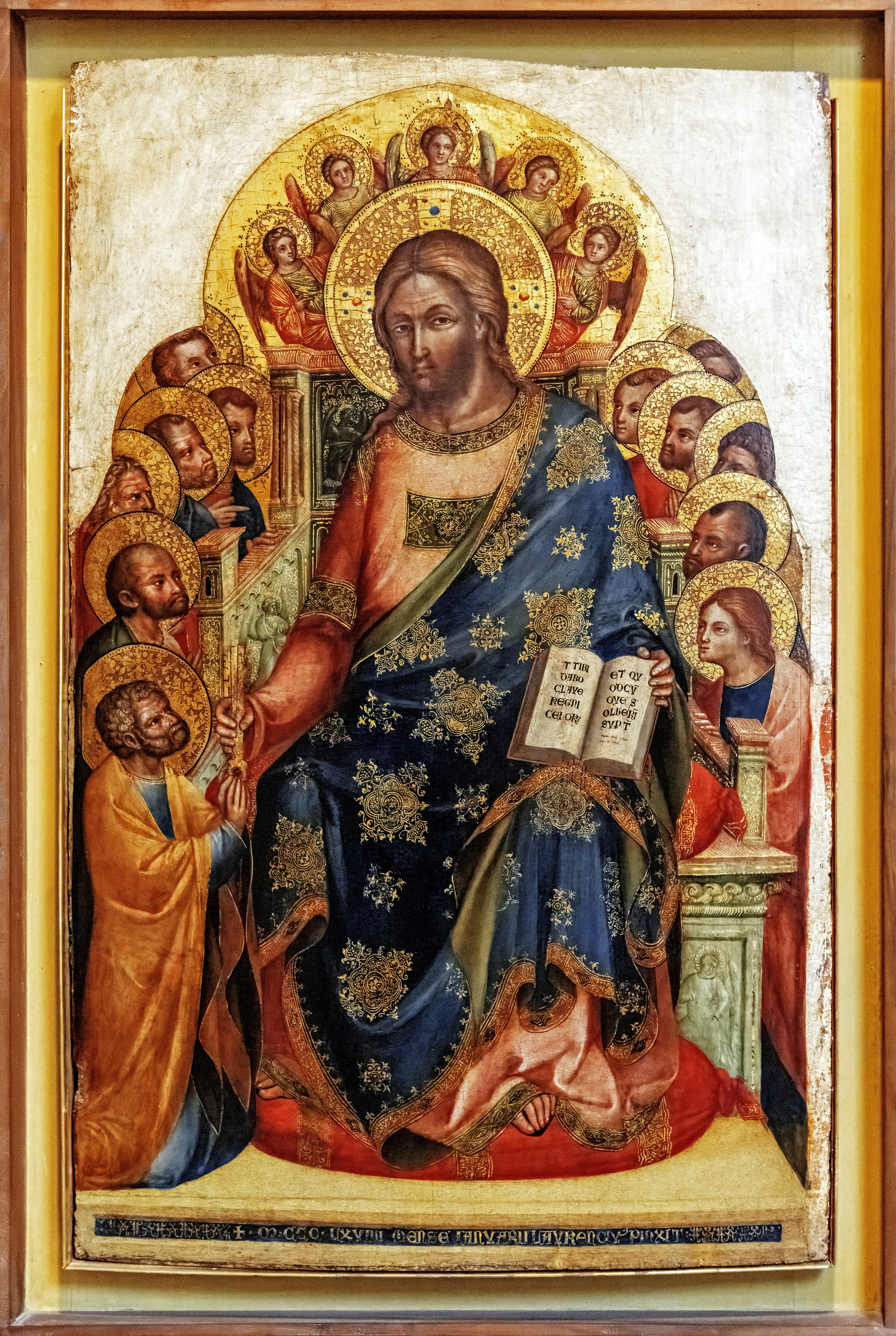
Der thronende Christus übergibt Petrus den Himmelsschlüssel (Traditio clavium), 90 × 60 cm, Museo Correr, Venedig, ca. 1370

- Kreuzwegskruzifix, San Zeno, Verona
- Polyptychon Lion, 1357 bis 1359, (urspr. für Sant’Antonio Abate in Castello) Accademia, Venedig
- Mystische Hochzeit der hl. Katharina, 1359 (more veneto=1360), Accademia, Venedig
- Thronende Madonna mit Kind, 1361, Museo Civico, Padua
- Prophet (König Salomon oder David ?), John and Mable Ringling Museum of Art, Sarasota
- Thronende Madonna mit Kind und zwei Stiftern, Metropolitan Museum of Art, New York
- sogenanntes Proti-Polyptychon, 1366, Kathedrale von Vicenza
- Madonna dell’Umiltà, Santa Maria Maggiore, Triest
- Madonna dell’Umilta mit den Hl. Dominikus und Petrus Martyr in der Rosenkranzkapelle von Sant’Anastasia, Verona
- Madonna delle stelle (Sternenmadonna), Santa Corona, Vicenza (durch spätere Übermalungen entstellt)
- Polyptychon mit Marienkrönung, 1368, (für San Giacomo, Bologna) Einzelteile in diversen Museen: Musée des Beaux-Arts, Tours; Pinacoteca Nazionale, Bologna; Galleria Regionale (Palazzo Bellomo), Siracusa; und Philadelphia Museum of Art
- Polyptychon, Museo Provinciale, Lecce (Lorenzo Veneziano und Werkstatt zugeschrieben)
- Der thronende Christus übergibt Petrus den Himmelsschlüssel (Traditio clavium), 1370 (?), Museo Correr, Venedig
- Szenen aus dem Leben der hl. Petrus und Paulus, 1370 (?), Gemäldegalerie, Berlin
- Verkündigungs-Triptychon, 1371, Accademia, Venedig
- Triptychon für die Seidenhändler (trittico per l‘Arte de la Seta), 1371, Accademia, Venedig, und Pinacoteca del Castello Sforzesco, Mailand
- Madonna und Kind, 1372, (urspr. für die Kirche San Francesco in Rieti) Louvre, Paris
- Triptychon, Museo Thyssen-Bornemisza, Madrid
- Kleines Polyptychon, (für Santa Maria della Celestia, Venedig) Pinacoteca di Brera, Mailand
- Der hl. Nikolaus beruhigt den Sturm, Eremitage, St. Petersburg